# Michał Rizzi z Bkoufy
Michał Rizzi z Bkoufy (ur. 1526, zm. 21 września 1581) - duchowny katolicki kościoła maronickiego, w latach 1567–1581 49. patriarcha tego kościoła - "maronicki patriarcha Antiochii i całego Wschodu".